# ホンダ・CB150R
CB150R（シービー150アール）は、本田技研工業が製造販売する自動二輪車である。インドネシアで製造されるCB150R Streetfireと、タイで製造されるCB150R ExMotionの二種がある。

## インドネシア
本田技研工業のインドネシアにおける二輪車生産・販売合弁会社であるピー・ティ・アストラ・ホンダ・モーター（尼: P.T. Astra Honda Motor）は、2012年から排気量約150ccの自動二輪車CB150R Streetfireを製造している。
2014年3月に愛用者による全国団体ASFI（尼: Asosiasi StreetFire Indonesia）が組織され、翌2015年2月にはピー・ティ・アストラ・ホンダ・モーター等の援助を受け初のジャンボリーを開催、一千台のCB150R Streetfireが集結した。
Otomotif Award 2016のバイク・オブ・ザ・イヤーを受賞した。

### KC41
2012年10月のジャカルタ・モーターサイクル・ショー（英: Jakarta Motorcycle Show）で発表された。 タイホンダ・マニュファクチュアリング（泰: ไทยฮอนด้า แมนูแฟคเจอริ่ง）が製造するCBR150R（KC17）のエンジンを流用している。機種記号はKC41。2015年の全面改良までの間で、410,540台が販売された。
CB150RD IN
2012年12月12日の発売から1年間で、171.218台が販売された。機種記号はKC41。
CB150RE IN
2013年12月19日に塗色を変更し発売すると発表された。月間販売目標は25,000台とした。
CB150RF IN
2014年10月に開催されたインドネシア・モーターサイクル・ショー（英: Indonesia Motorcycle Show）で、アンダー・カウル等を装着したSpecial Editionが発表された。

### KC81 / KC82
CB150RG IN
2015年8月5日に全面改良し新設計のエンジンを搭載すると発表された。月間販売目標台数は21,000台とされた。機種記号はKC81に改められた。同年12月11日には、Special Editionがラインナップに追加された。Special Editionの機種記号はKC82とし、既存機種は「Standard」と呼称されることとなった。
CB150RH IN
2016年8月30日に塗色を変更し発売された。月間販売目標は21,000台。
CB150RJ IN
2017年8月3日に塗色を変更し発売され、年間販売目標台数を140,000台とした。同月末までだけで13,673台を販売、セグメント・シェア54%を記録した。

### KCA1 / KCA2
CB150RK IN
2018年7月13日に大幅改良し発売すると発表され、年間販売目標台数を95,000台とした。機種記号は、StandardがKCA1、Special EditionがKCA2に改められた。
年間販売目標は、95,000台から100,000台。
CB150RL IN
2019年8月14日に塗色を変更し発売すると発表された。

### KCD1 / KCD2
CB150RM IN
2021年5月5日に大幅改良が発表された
。フロント・サスペンションには、倒立フォークを採用した。機種記号はStandardがKCD1、Special EditionがKCD2に改められた。

### レース仕様車
ピー・ティ・アストラ・ホンダ・モーター（AHJ）とホンダ・レーシング（HRC）は、モーター・スポーツ振興と若手レーサー育成について提携を結び、2013年からCB150R Streetfireレース仕様車によるワンメイク・レースを開催した
。レース仕様車はAHJの依頼でOei Racingが開発し、日本のオーヴァーレーシングプロジェクツ製の排気管が採用されている。レースは参加者を14歳から20歳未満の青少年に限定し、レース仕様車はAHJから貸与される。

## タイ
本田技研工業のタイにおける二輪車生産現地法人であるタイホンダ・マニュファクチュアリングは、2017年（仏暦2560年）から排気量約150ccの自動二輪車CB150R ExMotionを製造している。
2017年（仏暦2560年）5月に開催されたバンコク国際モーターショー（泰: งานบางกอก อินเตอร์เนชั่นแล มอเตอร์โชว์）に参考出品された150SS Racerの市販化モデルとして
、同年9月に発表された。エンジンは、インドネシアのピー・ティ・アストラ・ホンダ・モーターが製造するCBR150R（KC91）からの流用だが、車体は日本で独自に開発され、日米欧の消費者の嗜好に合わせCB150R Streetfire（KC81）より高品質な仕様となった。外装のデザインは、タイのホンダR&Dサウスイーストアジア（泰: ฮอนด้า อาร์แอนด์ดี เซ้าท์อีสท์ เอเชีย）に所属のデザイナーであるNattapat JANYAPANICH（泰: คุณณัฐพัชร์ จรรยาพาณิชย์）による。
後に2017年11月のミラノショー（伊: Esposizione Internazionale Ciclo Motociclo e Accessori）で発表された新世代CBシリーズCB1000R（SC80）、CB300R（NC55）及びCB125R（JC79）と同じ商品群とされ、シャシはCB300R（NC55）、CB250R（MC52）及びCB125R（JC79）と共有されることとなるが、前述の通り新世代CBシリーズとはデザインが異なる。
バイク・オブ・ザ・イヤー・タイランド（泰:  รางวัลรถจักรยานยนต์ยอดเยี่ยมแห่งปี）の2018年（仏暦2561年）スポーツ・クラシック部門大賞、2019年（仏暦2562年）モダン・クラシック部門大賞、2020年（仏暦2563年）ネイキッド300cc未満部門大賞及び2022年（仏暦2565年）ネイキッド250cc未満部門大賞を受賞した。

### KC32
CBF150N(A)J TH
2017年（仏暦2560年）9月6日に発売が発表された。アンチロック・ブレーキ・システム装着の有無のほか、日本の洋用品ブランドGクラフト、キタコ、モリワキとの提携による限定車Street Café、Scramble Café及びMoriwaki Editionの3種がラインナップされた。機種記号はKC32。2019年（仏暦2562年）3月の2019年型発表までに、26,441台が販売された。
CBF150N(A)K TH
2019年（仏暦2562年）3月8日に発売が発表された。年間販売目標台数は18,000台。
CBF150N(A)L TH

## 脚註